# Paul Flory
Paul John Flory, född 19 juni 1910 i Sterling , Illinois, USA, död 9 september 1985 i Big Sur, Kalifornien, var en amerikansk kemist. 1974 tilldelades han Nobelpriset i kemi för forskning kring fysikalisk kemi för makromolekyler. Han var en ledande pionjär när det gäller att förstå polymerernas uppförande i lösning och vann Nobelpriset i kemi 1974 "för sina grundläggande prestationer, både teoretiska och experimentella, inom makromolekylernas fysikaliska kemi".

## Biografi
Flory var son till Ezra Flory och Nee Martha Brumbaugh. Hans far arbetade som prästlärare, och hans mor var skollärare. Han fick först sitt intresse för vetenskap från Carl W Holl, som var professor i kemi vid Manchester College, Indiana. År 1936 gifte han sig med Emily Catherine Tabor och de fick tre barn tillsammans. Efter examen 1927 vid Elgin High School i Elgin, Illinois, tog han 1931 kandidatexamen vid Manchester College (nu Manchester University). Under handledning av Herriacc Johnston avlade han 1934 doktorsexamen vid Ohio State University med en avhandling om fotokemi av kväveoxid. Hans första anställning var på DuPont under Wallace Carothers.
Flory valdes postumt in i Alpha Chi Sigma Hall of Fame 2002. Flory dog 1985 av en massiv hjärtattack.

## Karriär och vetenskapligt arbete
Under tiden på DuPont bevisade Flory hypotesen av Staudinger och Carothers, att "polymerer är i själva verket kovalent kopplade makromolekyler". Efter Carothers död 1937 arbetade Flory i två år på forskningslaboratoriet vid University of Cincinnati.
Under tiden för andra världskriget fanns behov av forskning med utveckling av syntetiskt gummi. Flory arbetade från 1940 till 1943 var Standard Oil Development Company med att arbeta med utveckling av mekanisk statistisk teori om polymerblandningar. Under 1943 till 1948 var forskningslaboratoriet för Goodyear Tire and Rubber Company sedan hans arbetsplats, då som forskningschef med ledning av teamet för studier om polymerer. 
Efter arbetet i gummibranschen övergick Flory till Cornell University för ett lektorat. År 1957 bestämde sig Flory för att flytta till Pittsburgh, Pennsylvania för att vid Carnegie Mellon Institute kunna utveckla ett program för grundforskning inom kemi. Efter sitt arbete där accepterade han en professur vid kemiska institutionen på Stanford University. Här ändrade han sin forskningsriktning till studier som har att göra med den rumsliga konfigurationen av kedjemolekyler.
Bland hans mera framträdande resultat finns en originalmetod för att beräkna den sannolika storleken av en polymer i god lösning, Flory-Huggins Solution Theory och härledningen av Flory-exponenten, som medverkar till att karakterisera polymerernas rörelse i lösning.
Efter sin pensionering förblev Flory aktiv inom sin vetenskap. Han var konsult för DuPont och IBM efter att han gick i pension och var delaktig i studier av stiftelserna i Sovjetunionen som startades av professorn M V Volkenstein och dennes medarbetare. Flory arbetade också från 1979 till 1984 för "Committee on Human Rights" som är känd som National Academy of Sciences. Under 1980 arbetade han som delegat vid det vetenskapliga forumet i Hamburg.